# Собор Санта-Мария-Ассунта (Терамо)
Собор Санта-Мария-Ассунта-е-Сан-Берардо (итал. Сattedrale di Santa Maria Assunta e di San Berardo — собор Вознесения Девы Марии и святого Берарда) — собор епархии Терамо-Атри Римско-католической церкви в городе Терамо, в провинции Терамо, в регионе Абруццо, в Италии.
Собор находится в центре города на пересечении улиц Сан Джороджо, Де Микетти и Черулли.

## История
Строительство храма началось в 1158 году по благословению епископа Гвидо II, с целью перенести в него мощи Святого Берарда да Пальяра из разрушенного графом Роберто III де Лорителло в 1155 году древнего собора Санта Мария Апрутиенсис.
Собор был закончен и освящен в 1176 году. Он был построен в романском стиле с тремя нефами, выступающим фасадом, кровельными фермами, восьмиугольным тибурием (тибуриум — центральная башня без трансепта) и приподнятым пресвитерием. Вероятно, снаружи находился притвор.
При строительстве часть камней была взята из соседних руин древнеримского театра и амфитеатра, последний даже был частично разрушен, чтобы освободить место для нового храма. Эти камни ныне видны в стенах собора.
Между 1331 и 1335 годами епископ Никколо дельи Арчони произвел большие изменения в здании, расширив его на севере новым зданием, слегка смещённым по отношению к старому, потерявшему из-за этого три апсиды.
Новое здание было построено в готическом стиле с рядом арок. Оно находится на уровне древнего пресвитерия, имеет другой высокий фасад с ложной дверью на противоположной стороне старого здания.
Тогда же в 1332 году был построен великолепный круглый портал, с триглифом с двумя вставными колоннами по бокам, украшенными мозаикой в виде спиральных полосок в стиле «косматеско», с подписью мастера Деодата Римлянина: «DE MAGISTER Deodatus Urbe Fecit HOC OPUS MCCCXXXII».
Две другие колонны опираются на львов, приставленных к порталу, и поддерживают две изящные статуи — Архангела Гавриила и Пресвятой Девы Марии, приписываемые Никола да Гуардиягреле или одному из его учеников.
В центре архитрава виден герб епископа Никколо дельи Арчьони между гербами Атри (справа) и Терамо (слева). Деревянные двери XVI века были разрушены и заменены точной копией, сделанной в 1911 году Луиджи Каваккьоли.
Нынешний фасад прямоугольной формы, увенчанный зубцами гибеллинов, вероятно, результат последующих вмешательств во внешнее убранство собора.
Во второй половине XV века над порталом был помещён большой готический тимпан треугольной формы, включающий круглое окно по центру, над которым находится статуя благословляющего Христа Спасителя; по сторонам от тимпана находятся две другие статуи — Иоанна Крестителя и Святого Берарда.
Справа была достроена колокольня.
Новые, глубокие изменения в здании произошли в XVIII веке при епископе Томмазо Алеззио де Росси (1731—1749), которые внесли в убранство храма элементы барокко.
Колонны и шесть пролётов в романском стиле были заменены двумя куполами, поддерживавшимися пилястрами, потолок боковых нефов был снижен, интерьер украшен стукко.
По сторонам от главного портала были открыты малые порталы. Построена большая капелла Святого Берарда, единственное помещение, сохранившееся от этой перестройки.
В начале XX века было принято решение вернуться к средневековому облику собора. Реконструкция под руководством Риккобони продолжалась с 1932 и 1935 годы, в результате чего храму были возвращены почти все прежние черты романского стиля.
Из древних романских колонн работы Никкола Пальмы сохранилась только пара ближайших к трансепту, а также коринфская капитель, преобразованная под купель со святой водой.
Между 1935 и 1948 годами были устранены все позднейшие здания, примыкавшие к собору, в том числе дом, в котором родилась поэтесса и итальянская патриотка Джаннина Милли.
Реконструкция собора была завершена под руководством Марио Моретти в 1969 году со сносом «арки Монсигоре», построенной в 1738 году и связывавшей собор с палаццо епископа. Также был укреплен фундамент колокольни собора.
8 сентября 2007 года, после трех лет реставрации, храм был вновь открыт для богослужений. В ходе работ под полом были обнаружены крипта Святого Берарда и туннель, который ведет из крипты на Пьяцца Мартири делла Либерта (Площадь Мучеников за Свободу). Также были обнаружены части бывшего здания на полу рядом с главным входом.
25 октября после открытия собора в Терамо был дан публичный концерт, во время которого оркестр исполнил концертную симфонию «Новый храм», написанную по этому случаю композитором Энрико Мелоцци.

### Колокольня
Высота колокольни составляет около 50 метров. Нижняя часть была построена между XII и XIII веками, к XIV веку относится средняя часть, и, наконец, в XV веке был возведен сложный восьмиуголный барабан с террасой работы Антонио да Лоди (1493), архитектора из Ломбардии.
Колокольня разделена на ярусы (сделанные в разное время, как указано выше), отмеченные карнизами. В третьем и четвёртом ярусе размещены окна-бифоры, в пятом и шестом — колокола.
На крыше колокольни Антонио да Лоди сделал террасу, установив на четырёх углах башни декоративные орнаментальные украшения. Посередине крыши он возвёл восьмиугольную призму, увенчанную пирамидой, на которой были установлены металлический шар и лопатка.
Призма имеет с каждой стороны два ряда отверстий: окна-бифоры на первом уровне и круглые окна в обрамлении полихромного декора на втором.
До 7 октября 2011 года на колокольне хранилась сирена, предупреждавшая о налётах авиации на город во время Второй мировой войны.
Колокольня имеет несколько колоколов, каждый из которых имеет разный вес, дату изготовления и музыкальный тон. Колокол, называемый «кампаноне», работы местного уроженца Аттоне ди Руджеро.
«Кампаноне» звучит только по случаю важных церковных церемоний и, вместе с другими колоколами, в день патрона города, Святого Берардо, 19 декабря.

## Внутреннее убранство

### Главный алтарь
Главный алтарь, шедевр Николы да Гуардиагреле, над которым он трудился с работниками своей мастерской, в течение 15 лет, с 1433 по 1448 годы, был сделан по заказу Джозии д'Аквавивы. Этот алтарь заменил другой, украденный в 1416 году во время беспорядков, последовавших за вступлением на престол королевы Джованны II Анжуйской.
Алтарь состоит из 35 серебряных листов с тиснением и гравировкой. Листы установлены в четыре горизонтальных ряда на деревянной подставке и соединены по углам 22 ромбовидными плитками, украшенными яркой смальтой.
Центральная панель в два раза больше боковых изображает Христа Спасителя в окружении евангелистов и четырёх учителей церкви, на последнем листе изображение Святого Франциска Ассизского, получающего стигматы, на остальных — жизнь Иисуса от Благовещения до Пятидесятницы.

### Полиптих
Большое значение также имеет полиптих, сделанный во второй половине XV века венецианцем Якобелло дель Фьоре (1370—1439). Он состоит из 16 таблиц, расположенных в два ряда и богато оформленных.
В центре полиптиха находится изображение Христа, венчающего Богоматерь небесной славой. Ниже представлена эмблема города Терамо, который в то время был заключён меж двух рек, образующих букву Y. Со временем эта буква стала символом города, о чём до сих пор напоминает логотип Университета Терамо.

### Деревянное распятие
В 2010 году от шести слоёв краски и гипса реставраторами очищено деревянное Распятие, шедевр итальянской деревянной скульптуры XIV века.

### Мадонна «Мастера Святой Екатерины Джулиано»
Мадонна «Мастера Святой Екатерины Джулиано», полихромная деревянная статуя начала XIV века, изображающая Мадонну с Младенцем на престоле. Эта работа была обнаружена где-то в горах Терамо и попала в собор в XX веке. Исследователями установлено, что автор статуи является мастером, трудившимся в первой половине XIV века в районе Умбрии и южного Абруццо.

### Орган
В соборе установлен орган работы Машони, построенный между 1955 и 1956 годами. Все трубы находятся в боковых нефах по сторонам от пресвитерия. Консоль, две клавиатуры с 61 нотой каждая и 32 вогнуто-радиальные педали, также находится в пресвитерии.

### Погребения
В соборе в капелле (ранее в крипте) покоятся мощи Святого Берарда да Пальяра. Здесь же находятся могилы Муцио Муции (1535—1602), первого историка города Терамо, Мельккьорре Дельфико (1744—1835), философа и политического деятеля, а также нескольких архиереев.